# Вечерняя сказка с Дедом Панасом
Вечерняя сказка с Дедом Панасом (укр. Вечірня казка з Дідом Панасом) — советская украиноязычная детская радио- и телепередача, выходившая на советском радио и телевидении (первый телевыпуск вышел в 1969 году). Бессменным ведущим, рассказывавшим детям сказки, был Дед Панас в исполнении заслуженного артиста УССР Петра Ефимовича Весклярова.

## О программе
В конце 1950-х годов на радио УССР стала по вечерам выходить детская программа, ведущий которой рассказывал сказки на ночь. Доподлинно неизвестно, кто первым был ведущим этой программы, однако к 1962 году потребовалась его замена. Выбор сотрудников Гостелерадио УССР пал на Петра Весклярова, который стал в образе деда Панаса рассказывать детям сказки, заменив своего предшественника полностью в 1962 году на радио. Для выпуска программы на телевидении из более чем 200 кандидатов снова отобрали Весклярова, который и стал постоянным ведущим программы с 1969 по 1986 год, и именно с этим образом у жителей СССР ассоциировался Пётр Вескляров. Первый телевыпуск программы вышел 27 октября 1969 года, а с 1981 года стала выходить анимационная заставка, где сказочные герои превращались друг в друга; заключительной песней была «Тепле сонечко сідає…» в исполнении Виталия Белоножко. Передача выходила в прямом эфире.
Особенностями передачи было то, что она не только вышла раньше наиболее известной в СССР программы «Спокойной ночи, малыши!» («Вечерняя сказка» выходила на радио с конца 1950-х годов, в то время как «Спокойной ночи, малыши» появились сразу на телевидении, но только в 1964 году), но и то, что Дед Панас фактически был её автором. В выпусках он появлялся на фоне быта украинского дома в украинском же народном костюме (в вышиванке, которую приносил из дома), сам писал сценарии передач и тексты сказок, которые и рассказывал наизусть, а также зачитывал письма детей и поздравлял их с днём рождения. Дед Панас снискал популярность у всех советских детей, которые присылали ему письма. Зрителям он запомнился традиционным приветствием «Добрий вечір, вам, малята, любi хлопчики й дівчата!» (с укр. — «Добрый вечер вам, малыши, дорогие мальчики и девочки!»). Редактором программы была Екатерина Лозовенко, автор детской программы «Катрусин кинозал». Последний выпуск вышел в 1988 году, когда стала меняться концепция на телевидении, а сам Вескляров окончательно ушёл на пенсию.
«Вечерняя сказка с дедом Панасом» оказала большое влияние на детские телепередачи в СССР и его бывших республиках, став прародителем этого жанра. Украинские литераторы Виталий и Дмитрий Капрановы встретились с супругой Весклярова незадолго до кончины актёра, а в конце 1990-х выпустили две видеокассеты «Сказки Дедушки Панаса» (укр. Казки Дідуся Панаса) стараниями продюсерского агентства «Зелёный пёс».

## Легенды
- Утверждается, что в некоторые периоды программа не выходила на телевидении либо же Деда Панаса заменяли другие ведущие. Редакцию подозревали в неприятии украиноязычной программы как таковой на телевидении. По свидетельствам родителей, дети писали в редакцию передачи с просьбой вернуть Деда Панаса, и только благодаря письмам от детей редакция Гостелерадио УССР сохранила на телевидении эту программу[3]. По другим свидетельствам, обвинений в национализме в адрес передачи никогда не поступало.
- На Украине популярной стала легенда о том, что во время одного из выпусков 1984 года Дед Панас произнёс нецензурную реплику[3], возможно, из-за того, что звукорежиссёр не выключил вовремя аппаратуру. Мнения сотрудников телевидения и телезрителей о том, имел ли вообще место подобный инцидент и когда он мог произойти, разделяются[2][4][5].
- В последние годы Вескляров мог забывать слова, молчать долгое время, падать со стула или даже засыпать, однако проработал почти до 80 лет. Во время одного из выпусков он признался, что приболел, после чего в адрес редакции пришёл большой груз не только с письмами и детскими рисунками, но и лекарствами[6].